# Wooler
Wooler – miasto i civil parish w Wielkiej Brytanii, w Anglii, w hrabstwie Northumberland. W 2011 roku civil parish liczyła 1983 mieszkańców.